# 면화의 역사
면화의 역사(영어: history of cotton)는 인도, 대영제국, 미국의 역사에서 중요한 역할을 한 작물화로 거슬러 올라갈 수 있으며, 현재에서 중요한 작물이자 상품이다. 목화의 역사라고도 한다.
목화 재배의 역사는 매우 복잡하며 정확히 알려져 있지 않다. 구대륙과 신대륙의 여러 고립된 문명들은 독자적으로 목화를 작물화하여 면직물로 만들었다. 빗, 활, 손 방추, 원시 직기를 포함하여 모든 동등한 도구가 작업을 위해 발명되었다.

## 같이 보기
- 목화속
- 육지면